# Comarca de Viseu
A comarca de Viseu é uma comarca integrada na divisão judiciária de Portugal. Tem sede em Viseu.
A comarca abrange uma área de 5 007 km² e tem como população residente 391 215 habitantes (2011).
Integram a comarca de Viseu os seguintes municípios:
- Viseu (sede)
- Armamar
- Carregal do Sal
- Castro Daire
- Cinfães
- Lamego
- Mangualde
- Moimenta da Beira
- Mortágua
- Nelas
- Oliveira de Frades
- Penalva do Castelo
- Penedono
- Resende
- Santa Comba Dão
- São João da Pesqueira
- São Pedro do Sul
- Sátão
- Sernancelhe
- Tabuaço
- Tarouca
- Tondela
- Vila Nova de Paiva
- Vouzela

A comarca de Viseu integra a área de jurisdição do Tribunal da Relação de Coimbra.